# Vatersay Causeway

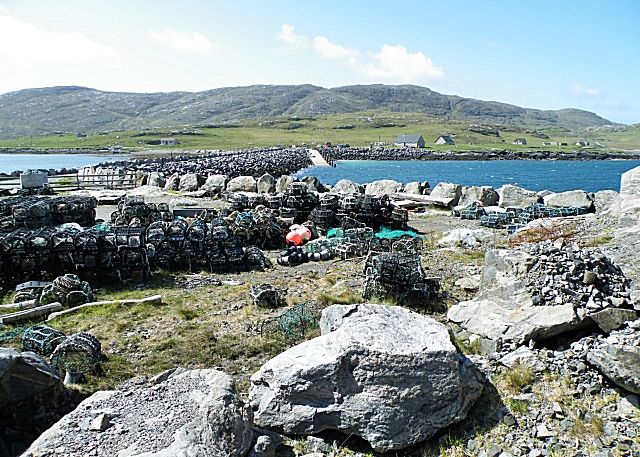
De Vatersay Causeway vanuit Barra gezien

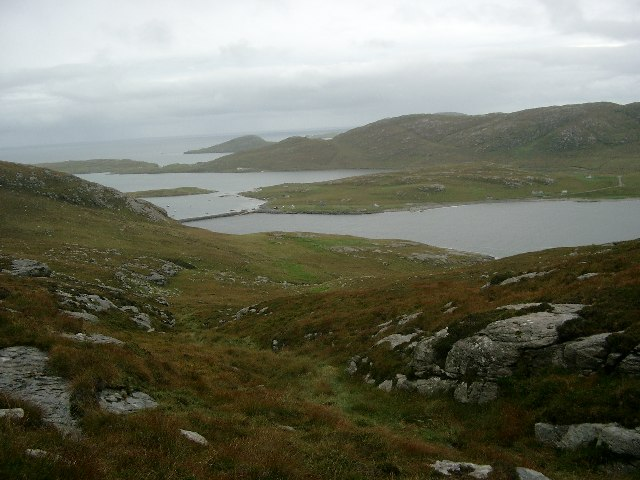
De Vatersay Causeway vanaf de bovenzijde vanuit Ben Tangaval gezien

De Vatersay Causeway is een dam die de Britse eilanden Barra en Vatersay (Buiten-Hebriden) met elkaar verbindt. De dam heeft een totale lengte van circa 250 meter en is gelegen in de zeestraat Vatersay Sound, een deel van de Atlantische Oceaan. De Vatersay Causeway is in 1991 geopend en gebouwd voor een bedrag van 3,7 miljoen Pond Sterling.